# Furulunds station
Furulunds station är en järnvägsstation i Furulund i Kävlinge kommun i Skåne län. Den ligger på Lommabanan och invigdes i december 2020.
Stationen trafikeras av Pågatågens linje Kävlinge–Furulund–Lomma–Malmö C–Svågertorp–Persborg–Malmö C.
I samband med bygget av den nya stationen anlades ett nytt mötesspår i Stävie, en ny gång- och cykeltunnel och nya plattformar för persontåg. Några plankorsningar mellan väg och järnväg i Furulund stängdes helt (Solgatan och Kungsgatan). Trafikverket och Region Skåne finansierade mötesspåret i Stävie medan kommunen betalade för stationen med plattformar, planskilda gång- och cykelpassager, parkeringsplatser med mera.
Furulund hade även 1886–1983 en station med persontrafik. Mellan 1983 och 2020 trafikerades Lommabanan endast av godståg på Godsstråket genom Skåne och enstaka persontåg som inte gjorde några uppehåll i Furulund. 